# Plectrohyla guatemalensis
Plectrohyla guatemalensis és una espècie de granota que es troba al Salvador, Guatemala, Hondures i Mèxic.
Està amenaçada d'extinció per la pèrdua del seu hàbitat natural.